# Érik Rémès
 (décembre 2022).
Œuvres principales
- Je bande donc je suis (1999)
- Serial Fucker (2003)
- Guide du sexe gay (2009)

Érik Rémès, né le 22 septembre 1964 à Montpellier (Hérault), est un écrivain et journaliste français.

## Biographie
Érik Rémès passe son enfance en Guadeloupe puis à l'île de la Réunion. Rentré en métropole à l'âge de huit ans, il vit d'abord à Bourges, puis à Montpellier, ville où il est né. Il effectue de nombreux voyages en Afrique et, plus précisément, au Tchad, au Mali et au Niger où il résidera un an. Sa scolarité est mouvementée. Il fréquente une douzaine d'établissements scolaires, pour la plupart religieux.
En 1985 et 1986, il est élève au conservatoire d'art dramatique de Montpellier.
Étudiant à l'Institut de sexologie de Paris, il est, à la fin des années 1980, titulaire d'une maîtrise de psychologie clinique et de philosophie. Il commence par travailler en hôpital psychiatrique et dans des associations. Il s'occupe alors d'adolescents psychotiques, autistes ou trisomiques, au sein d'ateliers d'expressions artistiques.
Journaliste depuis la fin des années 1980, il a collaboré notamment au Gai Pied, puis à Libération, pendant quatre ans.
Influencé par Jean Genet et Yves Navarre, il fait son entrée en littérature en 1999 avec Je bande donc je suis (qui devait s’appeler Seropo Ergo Sum), publié par Guillaume Dustan dans la collection « Le Rayon », chez Balland. Par la suite, son œuvre se poursuit entre romans autobiographiques (Le Maître des amours, Serial Fucker) et guides/essais sur la sexualité (Sexe Guide, Guide du sexe gay).
Sa médiatisation vient avec la polémique sur le barebacking. Les ouvrages d'Érik Rémès sont remis en question par une partie de la communauté homosexuelle, en raison des prises de position de leur auteur en faveur du barebacking (pratique de rapports sexuels non protégés). Il est notamment attaqué par l'association Act Up-Paris qui, en avril 2003, saccage les locaux de son éditeur, ce pour quoi elle sera condamnée en 2007.
Il tient un blog LGBT sur le site du journal Libération.

## Œuvres

### Romans et récits
- Je bande donc je suis, Balland, coll. « Le Rayon », 1999  (ISBN 9782715812109)
  - rééd. La Musardine, 2010  (ISBN 9782842714536)
- Le Maître des amours, Balland, coll. « Le Rayon », 2000  (ISBN 9782715812895)
- Serial Fucker. Journal d'un barebacker, éditions Blanche, 2003  (ISBN 9782846280532)
- Kannibal. Journal d'un anthropophage, éditions Blanche, 2009  (ISBN 9782846281751)
- Barbares, Christophe Lucquin Éditeur, 2012  (ISBN 9782919000678)
- Le 21e sex, éditions Textes gays, 2015  (ISBN 9791029400889)

### Essais
- Guide du sexe gay, éditions Blanche, 2003  (ISBN 9782846280648)
  - rééd. éditions Blanche, 2009  (ISBN 9782846282123)
- Sexe guide, éditions Blanche, 2004  (ISBN 978-2846280778)
- (Pour vous les filles) Osez les conseils d'un gay pour faire l'amour à un homme, La Musardine, 2005  (ISBN 9782842712044)
- Osez les massages érotiques, La Musardine, 2012  (ISBN 9782842714253)
- Osez le fist-fucking pour elle et lui, La musardine, 2014  (ISBN 2911902319)
- Pride : chroniques de la révolution gay, La Musardine, 2017 (ISBN 978-2842717766)